# Paphiopedilum micranthum
Paphiopedilum micranthum là một loài thực vật có hoa trong họ Lan. Loài này được Tang & F.T.Wang mô tả khoa học đầu tiên năm 1951.

## Hình ảnh

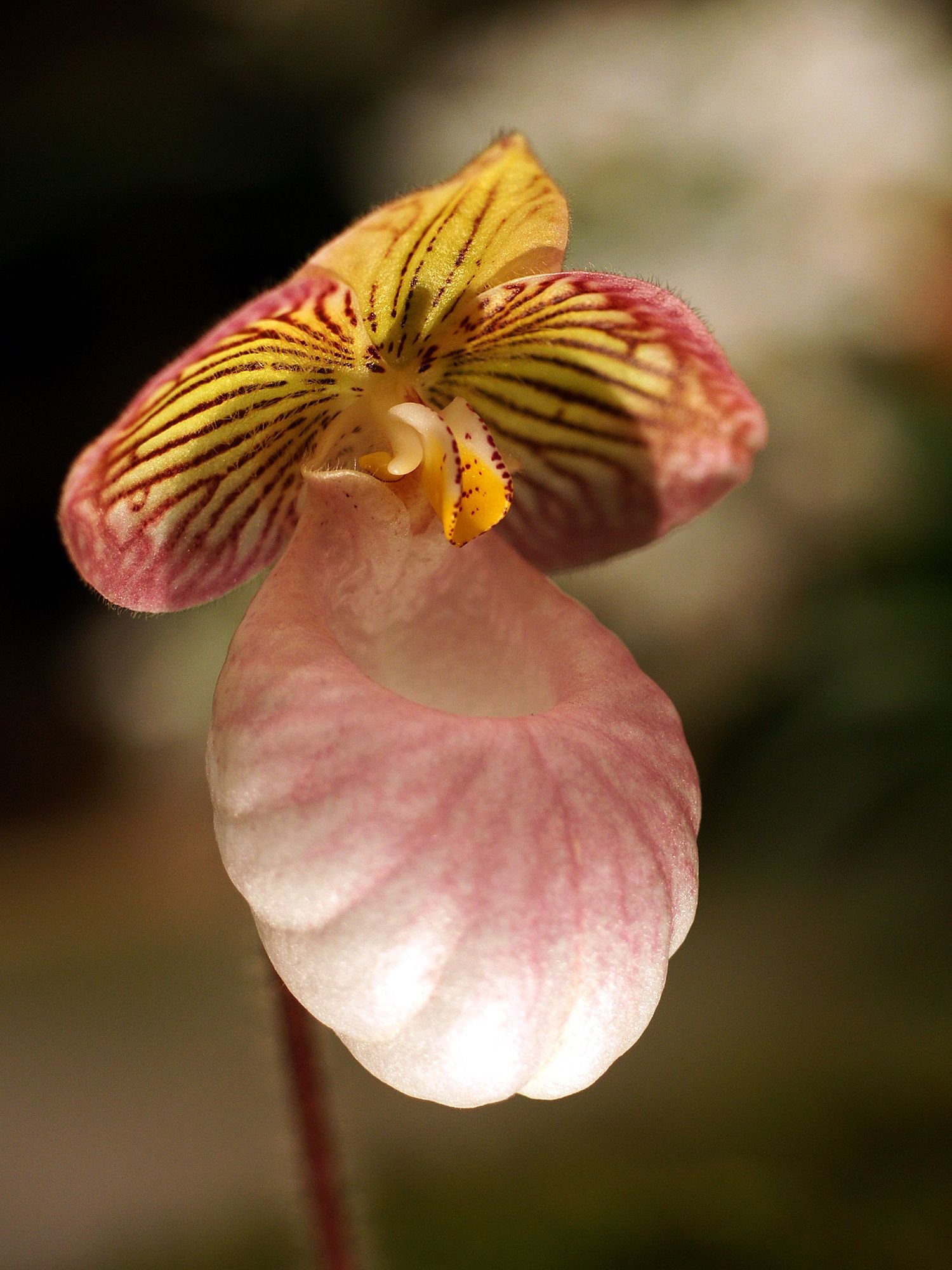
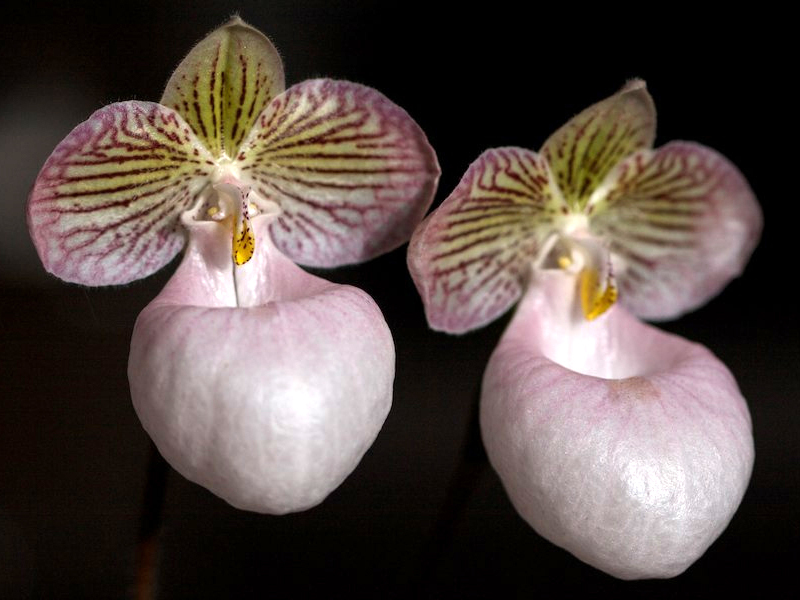